# Banco Central do Azerbaijão
O Banco Central do Azerbaijão (em azeri:  Azərbaycan Mərkəzi Bankı) é o banco central da República do Azerbaijão e emissor do manate azeri. Foi criado em 12 de junho de 1992. Sua sede está localizada na capital, Bacu. O gerente do banco central é Taleh Kazimov.

## História
Após a criação da República Democrática do Azerbaijão em 28 de maio de 1918, o departamento do Banco Estatal da Rússia continuou a funcionar no território do Azerbaijão. Em 16 de setembro de 1919, foi aprovada a Carta do Banco Estatal do Azerbaijão e em 30 de setembro o mesmo banco começou a operar.
Em 1920, após a queda da República Democrática do Azerbaijão, o sistema bancário foi reestruturado. Em 31 de maio de 1920, o Banco Estatal do Azerbaijão foi renomeado como Banco Popular do Azerbaijão.
Por decisão do Conselho do Comitê Popular do Azerbaijão em 16 de outubro de 1921, foi criado o Banco do Estado. Em 12 de março de 1922, o Azerbaijão tornou-se membro da República Socialista Federativa Soviética Transcaucasiana e, em 30 de dezembro do mesmo ano, tornou-se membro da URSS. Em janeiro de 1923 começou a reforma monetária. Uma moeda única foi introduzida.
Em 1923, foi criado o Banco do Estado da URSS e o escritório republicano do Banco do Estado da URSS foi estabelecido em Bacu.
Em 18 de outubro de 1991, o Azerbaijão declarou a sua independência. Em 25 de maio de 1991, a lei constitucional "Com base na independência económica da República do Azerbaijão" foi aprovada e o seu artigo 14 estabeleceu a base jurídica do sistema bancário independente. O Banco Central da República do Azerbaijão foi criado em 11 de fevereiro de 1992, por decreto presidencial, que substituirá oficialmente o poder azerbaijano de Gosplan.
O principal objectivo do banco central do Azerbaijão é regular a moeda em circulação, através da implementação da política monetária, do combate à inflação e da manutenção da estabilidade económica no Azerbaijão. É responsável pela cunhagem de moedas e notas com curso legal, o manate azeri, que foi introduzido em 1992.
As leis do Banco Nacional da República do Azerbaijão de 1992, 1996 e 2004 estabeleceram, melhoraram e desenvolveram o estatuto jurídico e o poder do Banco Central. Em 2009, o Banco Nacional foi nomeado Banco Central da República do Azerbaijão.

## Estrutura
De acordo com a Lei da República do Azerbaijão sobre o Banco Central da República do Azerbaijão desde 10 de dezembro de 2004, o principal objetivo da atividade do Banco Central é garantir a estabilidade de preços no âmbito da sua autoridade. Entre os outros objetivos do Banco Central da República do Azerbaijão está também a garantia da estabilidade e do desenvolvimento dos sistemas bancários e de pagamentos.
As funções do Banco Central são as seguintes:
- Determinar e executar a política monetária e cambial.
- Organizar a circulação monetária.
- Emitir unidades monetárias e retirá-las da circulação monetária.
- Determine e declare a taxa de câmbio oficial do manate.
- Garantir a regulação e o controle monetário de acordo com a legislação.
- Licenciamento e regulação das operações bancárias e garantia do controlo bancário nos termos da lei.
- Determinar, coordenar e regular o funcionamento dos sistemas de pagamentos e efetuar o seu controlo nos termos da legislação.